# تپه حاجی بطریان
تپه حاجی بطریان مربوط به هزاره اول قبل از میلاد است و در شهرستان اشنویه، بخش نالوس، دهستان هق، روستای بطریان واقع شده و این اثر در تاریخ ۲۸ شهریور ۱۳۸۶ با شمارهٔ ثبت ۱۹۶۲۷ به‌عنوان یکی از آثار ملی ایران به ثبت رسیده است.